# José L. Lasplazas
José L. Lasplazas Pujolar (Llers, Gerona, España, 18 de julio de 1897 - Barcelona, España, 20 de agosto de 1975) fue un periodista, deportista y entrenador español.
Considerado uno de los periodistas deportivos catalanes más influyentes del siglo XX, fue director durante casi tres décadas de El Mundo Deportivo y recibió el Premio Ondas por su trayectoria en RNE. Como deportista, fue dos veces olímpico con el equipo español remo, además de seleccionador de fútbol de España y de Cataluña.

## Biografía
En su juventud se destacó en varias disciplinas deportivas, siempre como amateur, ya que el profesionalismo deportivo todavía no era aceptado en España. Practicó el atletismo y jugó a fútbol, como guardameta, en el Universitari, donde coincidió con Ricardo Zamora. También el rugby con el CN Barcelona, con el que fue campeón de España. En natación, fue campeón de Cataluña en la modalidad de salto de trampolín. Y destacó también en el remo, ya que formó parte del equipo español que participó en los Juegos Olímpicos de 1920 y 1924.
Todas estas prácticas las compaginó con su carrera profesional como periodista deportivo. Empezó en 1909, con sólo 12 años, escribiendo crónicas para El Mundo Deportivo. Pasó por la Gaceta Sportiva y Sports, y en 1923 fue nombrado redactor jefe de Aire Libre. Finalizada la guerra civil española, en 1939, fue nombrado director de El Mundo Deportivo, cargo que ocupó hasta su jubilación en 1967. Fue también locutor y jefe de deportes de Radio Nacional de España en Barcelona, un trabajo galardonado con el Premio Ondas a la Mejor labor deportiva en 1956. También dirigió la Enciclopedia de los Deportes, publicada en 1959. 
A pesar de su jubilación siguió colaborando en varios rotativos, como el Diario de Barcelona. Fue presidente de la Asociación de Periodistas Deportivos de Barcelona y vicepresidente y Delegado Regional en Cataluña de la Agrupación Española de Periodistas Deportivos. Recibió el premio Periodista de Honor por el Ministerio de Informació y Turismo.
Paralelamente a su trabajo periodístico, siguió vinculado a la práctica del fútbol. Fue profesor y director de la Escuela Nacional de Entrenadores. En 1941 la Federación Catalana de Fútbol le ofreció el cargo de seleccionador del entonces llamado combinado regional. Ocupó el puesto durante treinta años, generalmente siempre auxiliado por otro técnico, que dirigía los partidos desde el banquillo. En este sentido, trabajó con hombres como Domènec Balmanya o Salvador Artigas.
Entre junio de 1959 y octubre de 1960 también formó parte del Comité Seleccionador de la Federación Española de Fútbol, junto con Ramón Gabilondo y José Luis Costa. Como en el caso de la catalana, su misión consistía en seleccionar a los mejores futbolistas para formar el combinado nacional, que luego se alineaban a las órdenes del técnico de turno: Helenio Herrera primero, José Villalonga después y, finalmente, Luis Miró.
En los 16 meses en los que el trío Costa-Gabilondo-Lasplazas estuvo al frente de la roja, la selección consechó nueve victorias y tres derrotas, 
incluyendo la participación en la primera edición de Eurocopa, en 1960, donde eliminó a Polonia para retirarse en los octavos de final, ante la negativa de las autoridades franquistas de enfrentarse a la selección de la Unión Soviética. 
Su último partido en un banquillo fue con la selección catalana, en un homenaje a Juan Gardeazábal disputado ante el País Vasco el 21 de febrero de 1971. Murió por un fallo cardíaco cuatro años después, el 20 de agosto de 1975, en la Ciudad Sanitaria Francisco Franco de Barcelona.

## Libros
- Lasplazas, José L.; Maluquer, Albert (1959). Enciclopedia de los deportes. Barcelona: Editorial Gassó Hermanos.

## Premios y reconocimientos
- Premio Ondas (1956)
- Periodista de Honor